# Francia ellenállás

A francia zászló Lorraine-kereszttel, a Szabad Franciák jelképe

A Croix de Lorainne (Lorainne-kereszt), Charles de Gaulle által az ellenállás jelképéül választott kereszt.

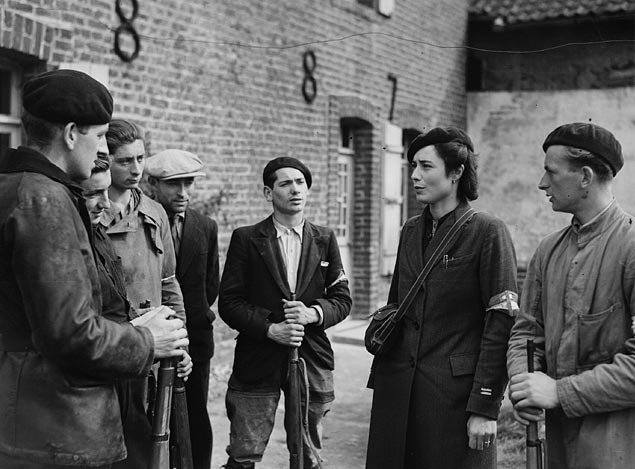
„Makizárok”

A francia ellenállás (franciául: la Résistance) a második világháború alatti, Németország ellen irányuló francia ellenállási mozgalom. Az ellenállás kis csoportokból, felfegyverzett nőkből és férfiakból állt. A gerilla-hadviselés mellett illegális újságokat terjesztettek, információkat szolgáltattak, és az ellenséges vonalak mögött rekedt szövetséges katonák visszajutását segítették. Az ellenállás tagjai a legkülönbözőbb társadalmi rétegekből kerültek elő: bevándorlók, konzervatív keresztények (papokat is beleértve), liberalista, anarchista, és kommunista civilek.
A francia ellenállás jelentős szerepet játszott a normandiai partraszállás és a Dragoon hadművelet során, azáltal, hogy a szövetséges erőknek információkat szolgáltattak az Atlanti Falról, és a Wehrmachtról, illetve a Wehrmacht csapatainak elhelyezkedéséről. Az ellenállás továbbá szabotázs akciókat szervezett és hajtott végre elektromos hálózatokon, telekommunikációs hálózatokon, és közlekedési eszközökön.
Politikai szerepe is volt: a hazafiasságot, az ellenállást a német uralom ellen és a bátorságot hirdették.
A normandiai partraszállás és a Dragoon hadművelet után az ellenállás paramilitáris részeit jobban átszervezték egy hierarchikus rendszerbe, Hazai Francia Erők (Forces Françaises de l'Intérieur, FFI) néven. 1944 júniusában az FFI 100 000 főt számlált, és gyorsan növekedett, októberre 400 000 főre nőtt a létszáma. Az FFI egyesítése bár néha politikai gondokat okozott, mégis sikerrel járt, 1945 májusára már 1 200 000 főből állt, negyedik legnagyobb európai reguláris haderőként a kontinensen.
A francia ellenállási mozgalom egyik sajátos szervezete volt a maquis, Elsősorban a franciaországi német „kötelező munkaszolgálat” (Service du travail obligatoire, STO) elől menekültek a hátországba és hajtottak végre egyre szervezettebb felderítő, szabotázs és személymentési akciókat.

## A francia ellenállás tagjai
Az ellenállást nők és férfiak, a legfiatalabbtól a legidősebbig, különböző társadalmi, politikai és vallási csoportból érkezők alkották. 1942-ben egy vezető azt állította, hogy az ellenállást négy osztály támogatja: az „alsóbb középosztály”, a „középső középosztály”, az egyetemi hallgatók és a professzorok, valamint az egész munkásosztály és a parasztok.
Emmanuel d'Astier de La Vigerie, az ellenállás egyik vezetőjének visszaemlékezése szerint főleg az akkori társadalomból kitaszítottak és a társadalom szélén állók alkották az ellenállást.

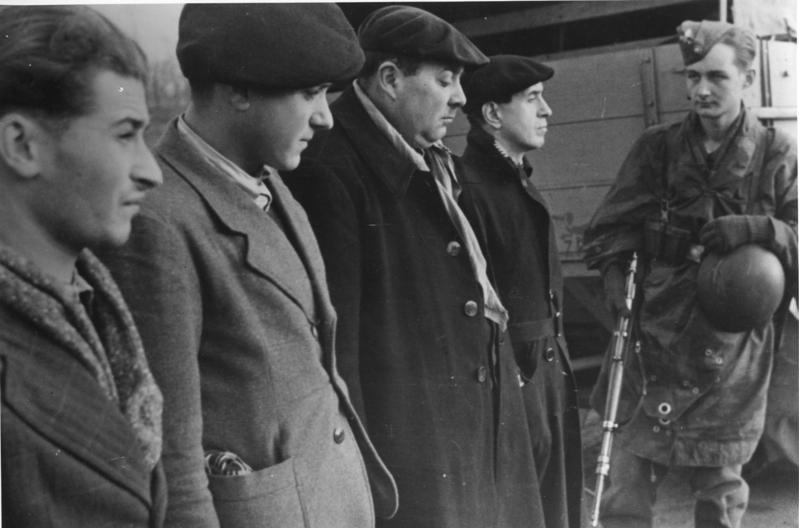
Az ellenállás tagjai német fogságban, 1944 júliusa

### A kommunisták
A Molotov–Ribbentrop-paktum aláírását és a világháború kitörését követően a Francia Kommunista Pártot Édouard Daladier kormánya illegálisnak nyilvánította. A legtöbb vezetőt letartóztatták és bebörtönözték, vagy a földalatti mozgalomba kényszerítették. A Francia Kommunista Párt a Kommunista Internacionálé utasítására háborúellenes álláspontra helyezkedett, ami a német megszállás első évéig megmaradt, a szovjet–német megnemtámadási egyezmény érdekében. A párton belül széthúzások voltak, mert egyesek semlegességet hirdettek a németek felé, mások pedig teljesen megtagadtak a németekkel való bármilyen együttműködést. 1940 november 11-én, a Fegyverszünet napján a kommunisták az egyetemi hallgatókkal együtt tüntettek a német elnyomás ellen a Champs-Élysées-n. Ez még a Szovjetunió németek általi lerohanása és a paktum megszegése előtt történt (Barbarossa hadművelet), 1941-ben kezdett el igazán szerveződni a kommunista ellenállás.
1941. augusztus 21-én, Pierre-Georges Fabien ezredes volt az első, aki erőszakos kommunista ellenállást tanúsított azáltal, hogy meggyilkolt egy német tisztet a párizsi metróban, a Barbès – Rochechouart állomásnál. A merénylet kegyetlen megtorlást vont maga után: 98 foglyot végeztek ki október 20-án.
A kommunisták katonai ereje még mindig gyenge volt 1941 végére, de a Francs-Tireurs et Partisans (FTP) radikális partizánszervezet segítségével hírhedt antifasiszta erővé váltak. Az FTP nem kommunisták számára is nyitva állt, de kommunista irányítás alatt működött. Tagjai szakértői voltak a szabotázsoknak és a gerilla hadviselésnek. 1944-re az FTP 100 000 embert számlált.
Sok értelmiségit és művész embert vonzott magához a kommunista párt, úgymint Pablo Picasso festőművészt, vagy mint Jean-Paul Sartre filozófust. A Szovjetunió lerohanása után az orosz emigránsok a Francia Kommunista Pártot támogatták, és létrehozták az Orosz Hazafiak Unióját.

### A zsidók
A Vichy-kormány készségesen együttműködött a Harmadik Birodalommal: a zsidókat szankciók sújtották és az antiszemitizmus legálissá vált 1940 októberétől. A zsidó törvények, az addig teljes értékű zsidó állampolgárokat nem franciáknak, hanem tőlük alsóbbrendűnek sorolta be és őket megfosztotta a francia állampolgárságtól. A törvény a zsidók házainak elkobzásához és koncentrációs táborokba való deportálásukhoz vezetett. A kormány és a németek által nekik szánt sors miatt jelentős számban képviselték magukat a francia ellenállásban. Kutatások szerint Franciaország lakosságának mindössze 1%-a volt zsidó, azonban az ellenállás 15-20%-át tették ki. Köztük sok volt a zsidó emigráns is, például több magyar író és művész is.
Az Eclaireuses et Eclaireurs israélites de France (EEIEF) ifjúsági mozgalom a háború kezdeti éveiben támogatásukat nyújtották a Vichy-kormány hagyományos értékei felé, de 1943-ban betiltották a mozgalmat, és az idősebb tagok fegyveres erőként tértek vissza a Francia Ellenállásban. Egy katonai cionista szervezetet, az Armée Juive-t (Zsidó Hadsereg) Abraham Polonski, Lucien Lublin és Dovid Knut a feleségeikkel egyetemben alapították. Fegyveres ellenállást tanúsítottak egy cionista zászló alatt mindaddig, amíg a szövetséges felszabadítók meg nem érkeztek. Az Armée Juive 1943 és 1944 között 300 zsidó embert menekített át a Pireneusokon keresztül Spanyolországba. Dollármilliókat adományoztak az ellenállás megsegítésére. 1944-ben az Eclaireuses et Eclaireurs israélites de France és az Armée Juive egyesítették erőiket, és létrehozták a Organisation Juive de Combat-ot (OJC). 1944 nyarára az OJC 400 taggal rendelkezett, és Franciaország felszabadításában segédkeztek.

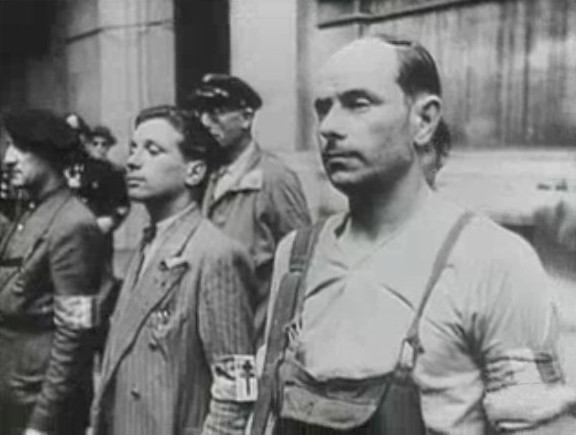
Francia ellenállók 1944-ben Hotel de Ville-nél

### A nők
Bár a Harmadik Francia Köztársaság alatt egyenlőtlenség volt a férfiak és a nők között, az első világháborút követő kulturális változások megreformálták a nők és a férfiak helyzetét, olyannyira, hogy 1930 elején már politikai tisztet is töltöttek be nők. A változások miatt aktívan csatlakoztak a nők is az ellenállás tagjai közé.

### Külföldiek az ellenállásban

#### Az örmények
A franciaországi örmény közösség aktív szerepet vállalt az ellenállásban. Missak Manouchian örmény kommunista költő vált az örmény közösség vezetőjévé. Alexander Kazarian és Bardukh Petrosian örmény ellenállók a legmagasabb katonai kitüntetést kapták meg Charles de Gaulle-tól. Henri Karayan ellenállót egy illegális újság, a L'Humanité terjesztésén kapták rajta; a felszabadításig fegyveres harcokba bocsátkozott. 2012-ben, az akkor 95 éves Arsene Tchakarian, az egyik utolsó túlélő megkapta a Francia Köztársaság Becsületrendjének tiszti fokozatát a francia miniszterelnöktől.

#### A magyarok
A legtöbb magyar résztvevő emigráns volt (néhányuk zsidó származású), többségük író vagy művész. Az 1920-as és 1930-as években vándoroltak ki Magyarországról, a jobb megélhetés reményében, és a Magyarországon fellépő jobboldali eszmék miatt (lásd: Gömbös-kormány). A magyarok Lyon, Grenoble, Marseille és Toulouse területén voltak aktívak. Toulouse-nál Epstein Imre csatlakozott a zsidó ellenállókhoz; Vadnai György Lyonnál; Szittya Emil Lomiges-nél. Szintén részt vettek: Józsa Sándor festő, Hajdú István szobrász, Kőrös László és Gyomrai Imre újságírók; Steiner Andor, Hervé Lucien és Martón Ervin fotóművészek. 23 ellenálló mellett Elek Tamás, Békés Glasz Imre és Boczor József ellenállókat 1944-ben kivégezték.

#### Az olasz antifasiszták
1943. március 3-án az Olasz Kommunista Párt és az Olasz Szocialista Párt képviselői aláírták a "Lyoni szerződést", ami a két párt támogatását jelentette. Jelentős számban voltak jelen a Hitler által elcsatolt Moselle ipari területén, ahol a Groupe Mario ellenállási mozgalmat alkották. Vittorio Culpo az egyik leghíresebb olasz ellenálló.

#### A német antifasiszták
1943 tavaszától azok a német és osztrák antifasiszták, akik a spanyol polgárháború alatt a Nemzetközi Brigádokban harcoltak, a francia ellenállásban partizánként küzdöttek. A német kommunista Otto Kühne vezetése alatt álltak, aki korábban a weimari köztársaság Reichstagjának tagja volt. 1944 júliusára 2000 német partizán volt a keze alatt. A nácikkal közvetlenül szállt szembe: 1942 áprilisában Saint-Étienne-Vallée-Française-nál egy egész egységnyi Feldgendarmerie-t, német katonai rendészeti alakulatot felmorzsoltak, 1944. június 5-én pedig csapdát állítottak a Waffen-SS alakulatoknak.

## Hálózatok és mozgalmak
Az ellenállás nyolc fő mozgalomból állt:
- Ceux de la Libération (Jobb-oldali)
- Ceux de la Résistance (Apolitikus)
- Combat (Kereszténydemokrata)
- Francs-tireurs (Baloldali)
- National Front (Kommunista)
- Libération-Nord (Baloldali)
- Libération-sud (Baloldali)
- Organisation civile et militaire (Jobboldali, majd a háború végére baloldali)

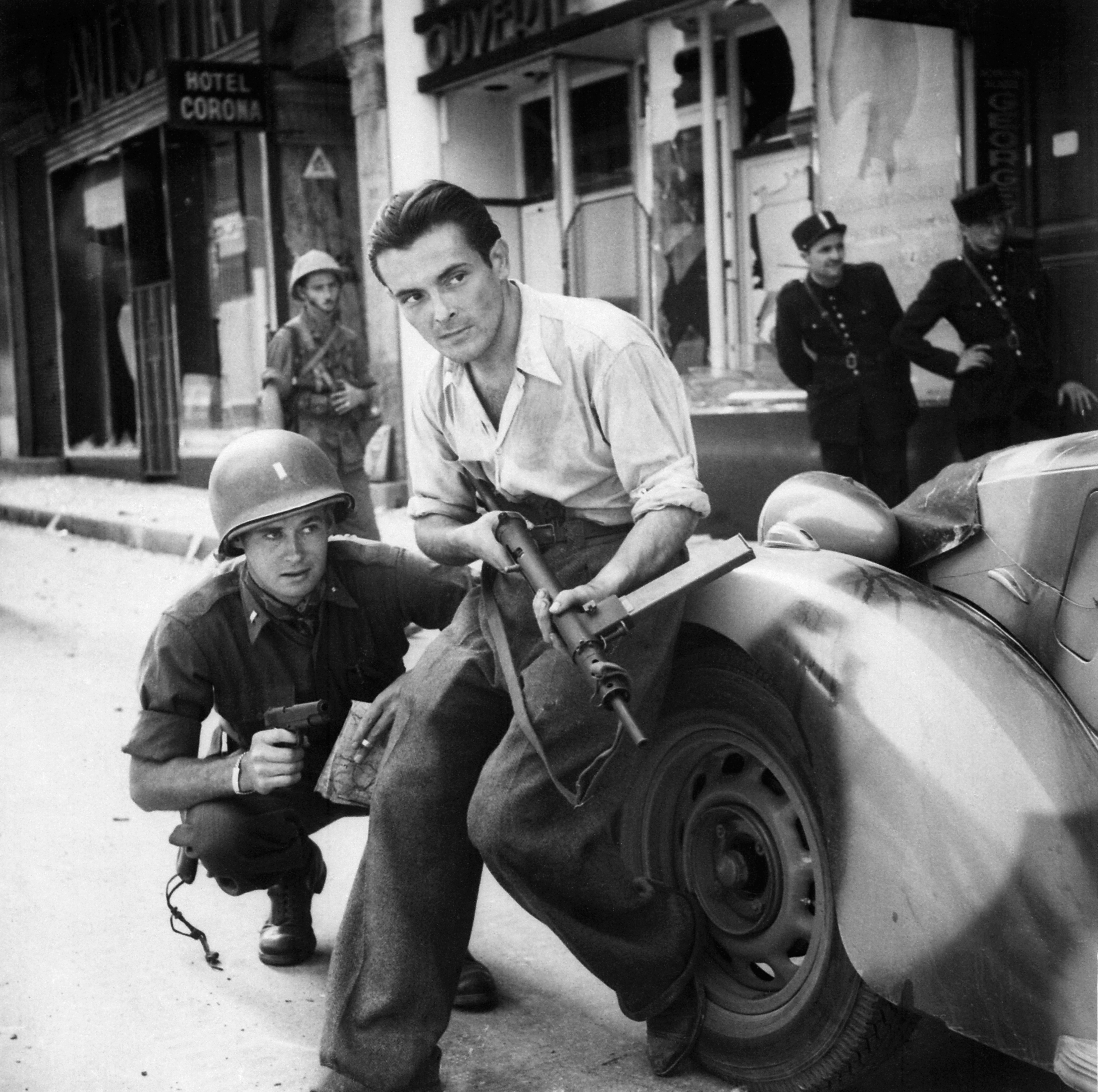
Géppisztolyos francia partizán amerikai katonával a felszabadítás során

Tizenkettő hálózat tartozott az ellenálláshoz:
- Alliance
- Brutus Hálózat
- A Notre-Dame Testvériség
- A Carte Szervezet
- Comité d'Action Socialiste
- Comité Départemental de Libération
- Comité de libération du cinéma français
- Interallié
- Pat O'Leary Hálózat
- Réseau Morhange
- Résistance-Fer
- Resistance-Reseau Vaneau

## Tevékenység

### Gazdasági ellenállás
1941 júniusában a Charbonnages de France nemzeti szénbányászati társaság munkásainak 81%-a sztrájkolt, mert az általuk bányászott szenet a német hadsereg kapta volna meg.

### Illegális sajtó
A legtöbb mozgalom első tevékenysége tiltott sajtótermékek terjesztése volt, de nem mindegyik mozgalom volt hajlandó ebben részt venni (ők inkább fegyveres harcot vívtak, például: Ceux de la Résistance, Ceux de la Libération). A legtöbb sajtótermék egyébként is csak egy lapból állt, mert a nyersanyagok – papír, tinta, stencil – árusítása illegális volt. 1942-re körülbelül 300 000 példány tiltott sajtópapír kétmillió olvasóhoz érkezett meg. A sajtót éjszaka, ismert nyomdákban nyomták. A sajtóban üzeneteket is elrejtettek: a La Terre a földműveseknek adott tanácsot, hogyan juttathatják az ellenállást élelemhez; a Bulletin des Chemins de Fer a vasúti munkásokat a német közlekedés megakadályozására biztatták. Az Unter Uns német nyelven jelent meg a megszállók számára, a keleti fronton elszenvedett vereségeket lehetett benne olvasni.

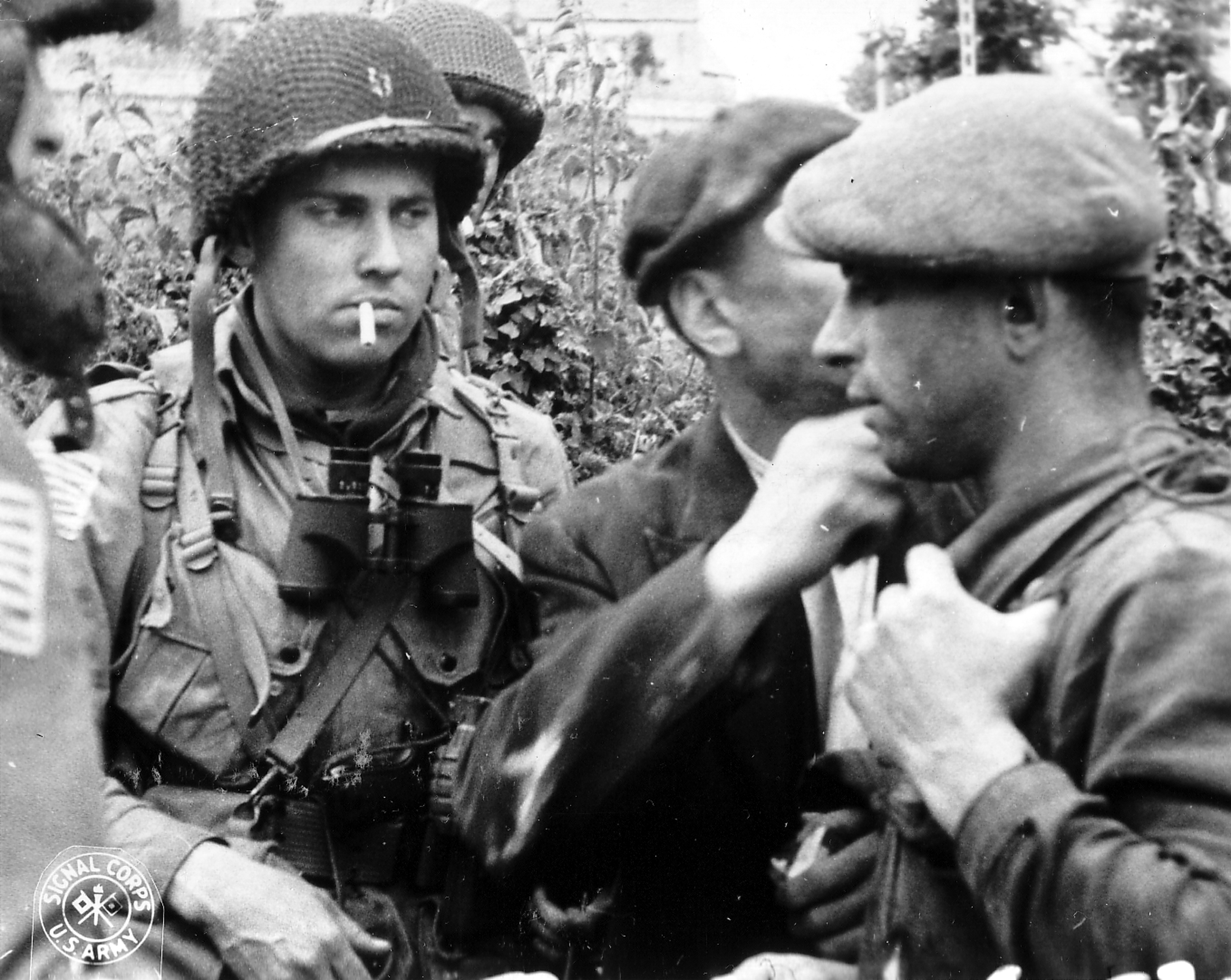
Francia partizánok amerikai ejtőernyősökkel a normandiai partraszállás idején

### Hírszerzés
A hírszerzési hálózatok az ellenállás leglényegesebb tagjai voltak. Katonai információkat továbbítottak, úgymint az Atlanti Fal gyenge pontjait, vagy a Wehrmacht csapatainak elhelyezkedését. A francia hírszerzés, a Bureau Central de Renseignements et d'Action és az angol hírszerző ügynökök gyakran versengtek egymással, ki tudja a leghasznosabb információt kicserélni az ellenállással.

### Szabotázs
A szabotálást olyan csoportok alkalmazták, akik többet akartak, mint a tiltott sajtó terjesztése. Több labort is robbanószerek gyártására rendeztek be. France Bloch-Sérazin párizsi kémikus 1941 augusztusában egy saját labort állított fel lakásában robbanószerek gyártására az ellenállás kommunista tagjainak számára. A laboratóriumban ciánkapszulákat is készítettek a tagok számára arra az esetre, ha fogságba kerülnének. A kémikust 1942 februárjában letartóztatták, Hamburgba szállították és egy évvel később kivégezték.
A robbanószer másik megszerzési módja a németektől való lopás volt. A brit Különleges Műveletek Parancsnoksága (Special Operations Executive, SOE) tonnaszámra dobta le ejtőernyővel a robbanószereket ügynökei számára. A szabotőrök kedvelt célpontja a vasút volt, ám később rájöttek, hogy ha a csavarkötéseket eltávolítják a sínekből, az sokkal olcsóbb és hatékonyabb mint a robbantás.
A vonatkisiklatások sikeressége mindenhol változó volt. A németek a síneket hamar megjavították az olyan mezőgazdasági régiókban, ahol a sínek a talajon fekszenek, mivel itt a nyersanyagok beszerzése könnyebb volt. Azonban a hegyvidéki területeken ezek a diverziós eljárások súlyosabb következményekkel jártak (főleg ha a vonat nagy sebességgel lefelé haladt). A francia nemzeti vasúttársaság, az SNCF ellenálláshoz csatlakozott tagjai mellett a mozgalmakban akadtak olyan kisebb csoportok, amelyek a német vonatokat figyelték, és jelentették a szövetségeseknek a mozgásukat, illetve kisiklatták a német katonákkal zsúfolt vonatokat. A normandiai partraszállás után a kisiklatás egyre gyakrabbá vált, sikeresen megakadályozva német katonák frontra történő juttatását.

### Gerilla hadviselés
A Szovjetunió invázióját követően a kommunisták voltak az elsők, akik gerillaharcot kezdtek a német megszálló erők ellen. A szövetségesek 1942 júliusában történt frontmegnyitási kudarca után a kommunisták egyre gyakrabban támadtak azért, hogy a Wehrmacht egyre több katonája legyen lekötve nyugaton, így adva egy kis előnyt a szovjet csapatoknak a keleti fronton.
A Pierre-Georges Fabien által megkezdett merényletek 1941 nyár végétől több száz francia fogoly meggyilkolását eredményezték. Emiatt az eseteket az illegális sajtó ezeket igyekezett diszkréten kezelni, majd a kommunista szerveződés a német tisztek elleni merényletek felhagyása mellett döntött.
1943 októberétől a támadások szervezettebbé váltak. Joseph Epsteint bízták meg az ellenállók kiképzésére. Mindössze 15 főnyi ellenállóval olyan mértékű pusztítást tudott végezni, ami addig még nem történt a megszállás alatt. A „szabadvadász partizánok” között a leghírhedtebbnek a Manouchian-csoport bizonyult.

## Fordítás
- Ez a szócikk részben vagy egészben  a   French Resistance című angol Wikipédia-szócikk ezen változatának fordításán alapul.  Az eredeti cikk szerkesztőit annak laptörténete sorolja fel. Ez a jelzés csupán a megfogalmazás eredetét és a szerzői jogokat jelzi, nem szolgál a cikkben szereplő információk forrásmegjelöléseként.